# Karl Ludwig von Haller
Karl Ludwig von Haller (Berna, 1 de agosto de 1768 – Solothurn, 20 de maio de 1854) foi um jurista, estadista, filósofo e economista suíço, neto do renomado biólogo Albrecht von Haller. Foi o autor de Restauration der Staatswissenschaften (“Restauração da Ciência do Estado”, 1816-1834), obra que deu nome ao período da Restauração na História ocidental, e que foi fortemente criticada por Georg Wilhelm Friederich Hegel em seu Princípios da filosofia do direito. 
A obra de Haller se opõe sistematicamente ao livre-mercado, ao nacionalismo, ao direito público, à soberania popular (e consequentemente a soberania do Estado), à burocracia estatal moderna (inclusive de governos democráticos), à ideia de contrato social e ao liberalismo; defende de modo consistente os princípios de legitimidade dinástica e tanto a monarquia quanto as repúblicas pré-modernas (vide as cidades-Estado suíças e italianas predominantes no medievo), ambas fundamentadas em senhorios territoriais. Por isto acabou sendo queimada pelos nacionalistas alemães em praça pública durante o Festival de Wartburg. 